# Roberta Ratzke

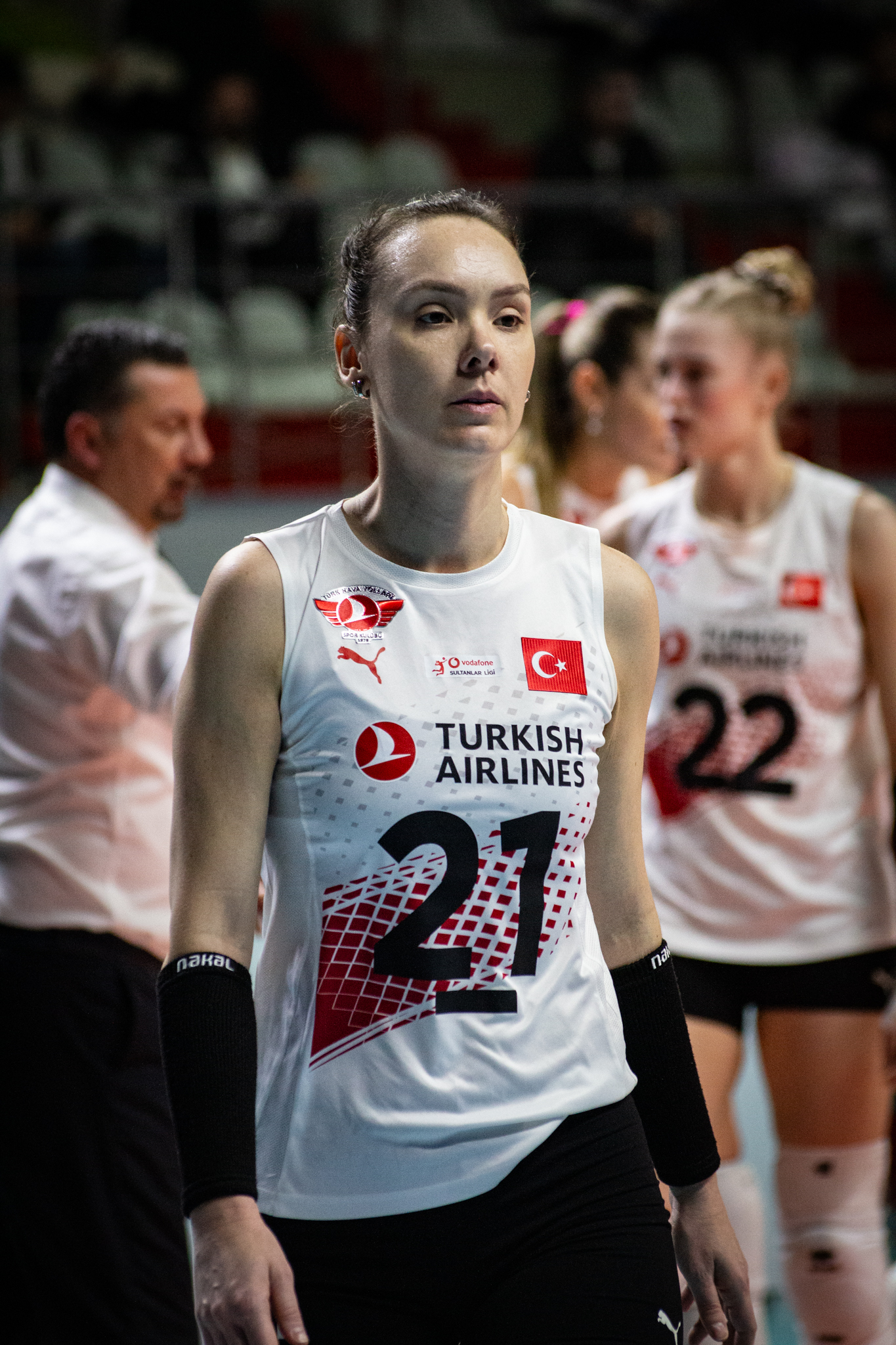
Roberta Ratzke zawodniczką THY Stambuł w sezonie 2024/2025

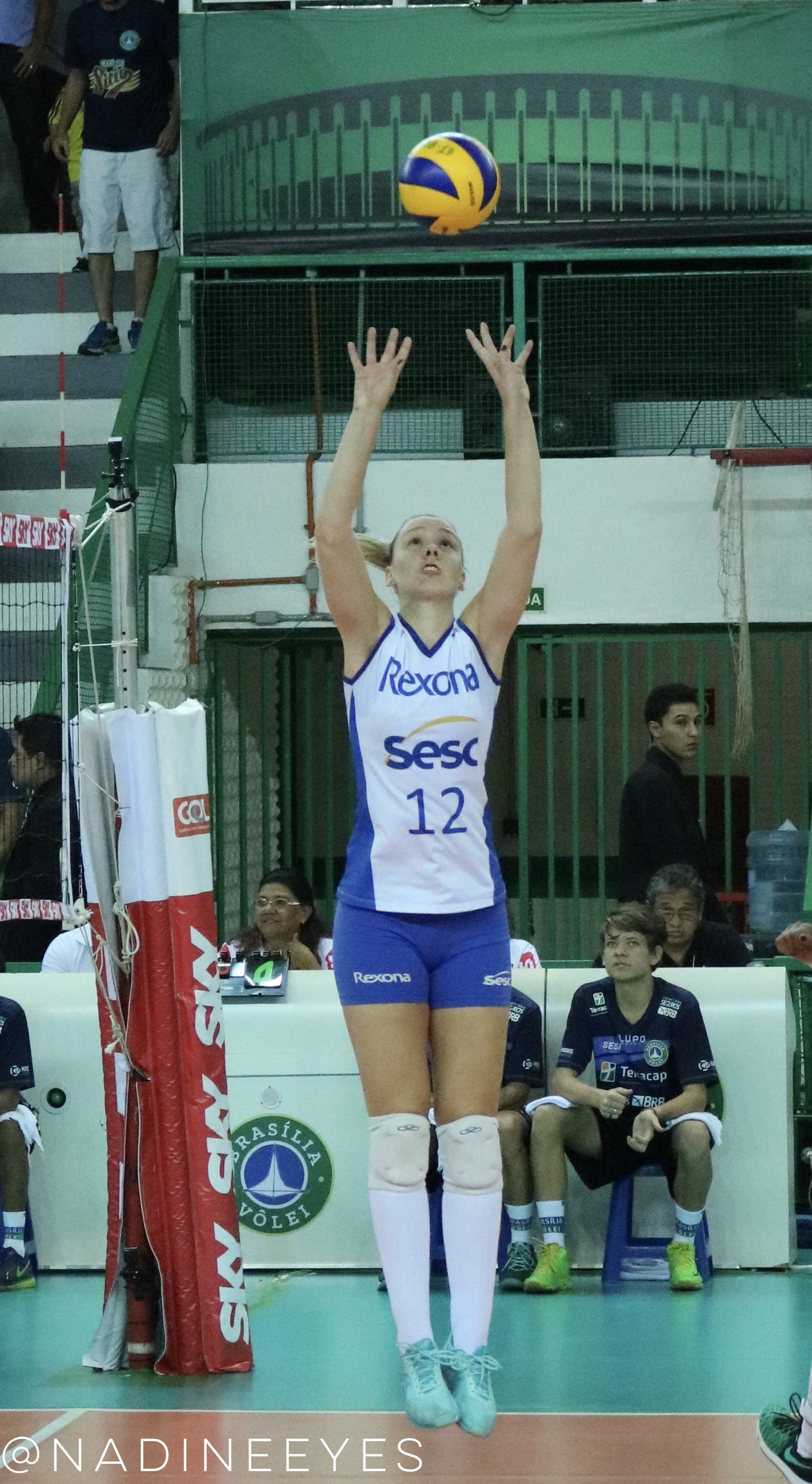
Roberta Ratzke zawodniczką Rexona-Sesc Rio de Janeiro w sezonie 2016/2017

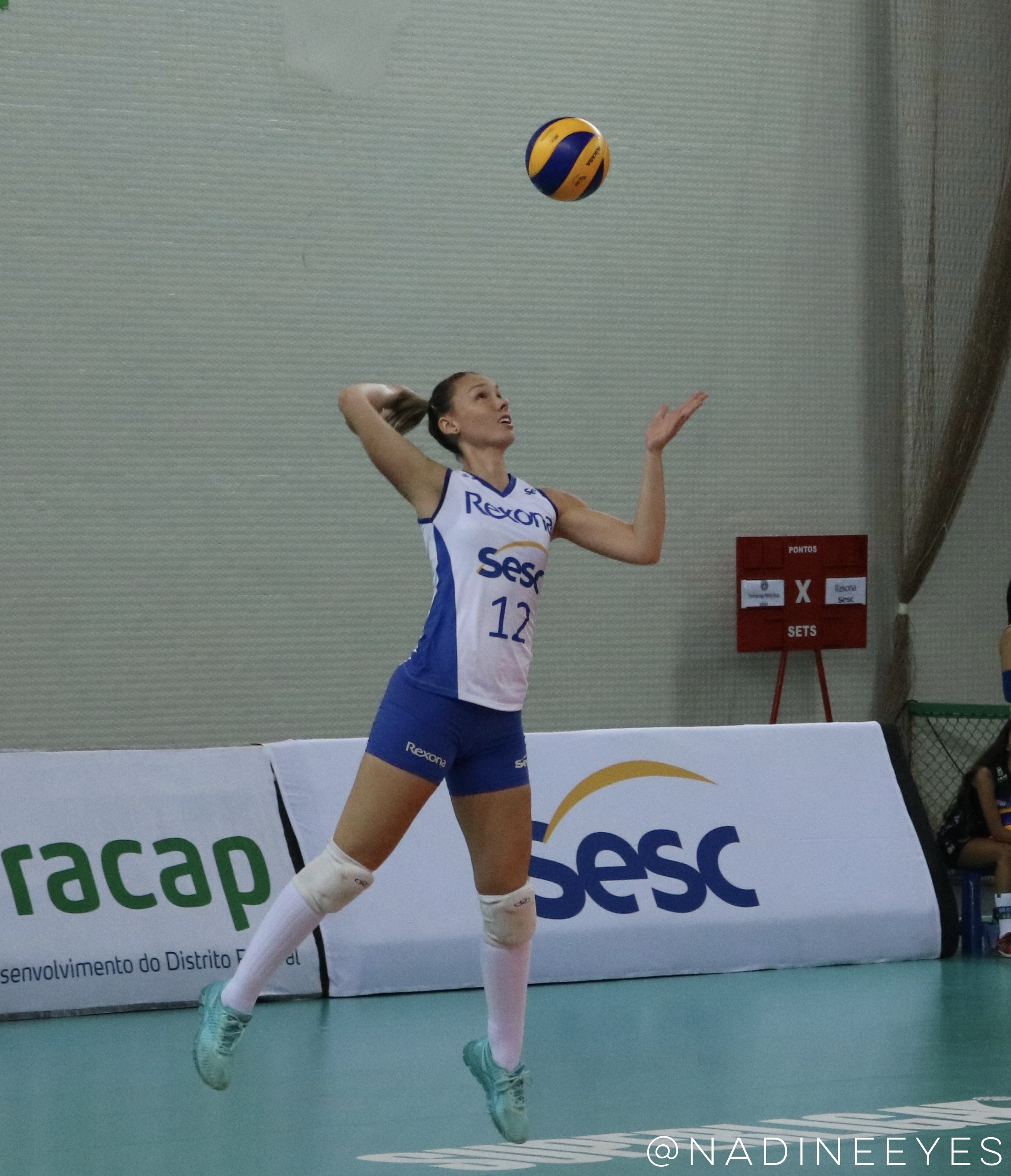
Roberta Ratzke podczas wykonywania zagrywki w drużynie Rexona-Sesc Rio de Janeiro w sezonie 2016/2017

Roberta Silva Ratzke (ur. 28 kwietnia 1990 w Kurytybie) – brazylijska siatkarka, reprezentantka Brazylii, grająca na pozycji rozgrywającej.
Ma korzenie niemieckie. Jej pradziadek i dziadek urodzili się na ziemiach III Rzeszy niemieckiej w Alt-Altmannsdorf (dzisiaj Starczów, woj. dolnośląskie). Po II wojnie światowej jej rodzina statkiem wyemigrowała do Brazylii.

## Kariera klubowa
| Lata      | Klub                       |
| 2007–2008 | Mackenzie Esporte Clube    |
| 2008–2010 | Esporte Clube Pinheiros    |
| 2010–2019 | Rexona-Sesc Rio de Janeiro |
| 2019–2021 | Osasco/Audax               |
| 2021–2024 | ŁKS Commercecon Łódź       |
| 2024–     | THY Stambuł                |

## Sukcesy klubowe
Mistrzostwa Paulista:
- 2010
- 2009

Mistrzostwo Brazylii:
- 2011, 2013, 2014, 2015, 2016, 2017
- 2012, 2018
- 2021

Klubowe Mistrzostwa Ameryki Południowej:
- 2013, 2015, 2016, 2017[4]
- 2018

Klubowe Mistrzostwa Świata:
- 2013, 2017

Superpuchar Brazylii:
- 2015, 2016, 2017

Puchar Brazylii:
- 2016, 2017

Mistrzostwo Polski:
- 2023[5]
- 2022[6]

## Sukcesy reprezentacyjne
Mistrzostwa Ameryki Południowej Kadetek:
- 2006

Mistrzostwa Ameryki Południowej Juniorek:
- 2008

Mistrzostwa Świata Juniorek:
- 2009

Letnia Uniwersjada:
- 2011
- 2013

Grand Prix:
- 2016, 2017
- 2015

Mistrzostwa Ameryki Południowej:
- 2015, 2017, 2019, 2021, 2023[7]

Volley Masters Montreux:
- 2017[8]

Puchar Wielkich Mistrzyń:
- 2017

Liga Narodów:
- 2019, 2021, 2022[9], 2025[10]

Igrzyska Olimpijskie:
- 2020
- 2024[11]

Mistrzostwa Świata:
- 2022[12]

## Nagrody indywidualne
- 2008: Najlepsza rozgrywająca Mistrzostw Ameryki Południowej Juniorek
- 2017: Najlepsza rozgrywająca Klubowych Mistrzostw Ameryki Południowej
- 2017: Najlepsza rozgrywająca turnieju Volley Masters Montreux
- 2018: Najlepsza rozgrywająca brazylijskiej Superligi w sezonie 2017/2018
- 2023: Najlepsza rozgrywająca Mistrzostw Ameryki Południowej